# سقوط گاندولین

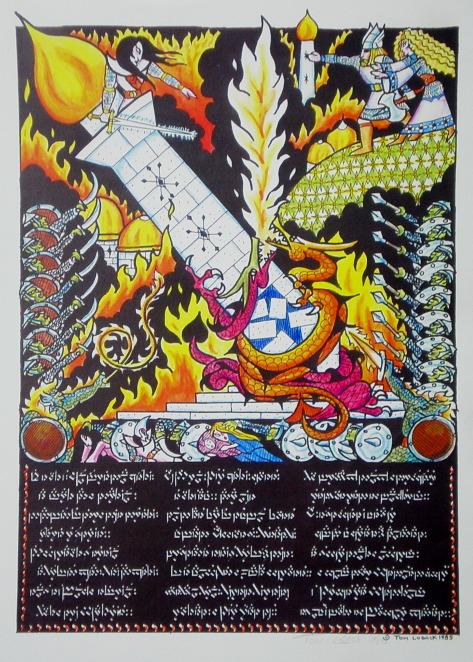
سقوط برج تورگون تصویر توسط تام لوبک

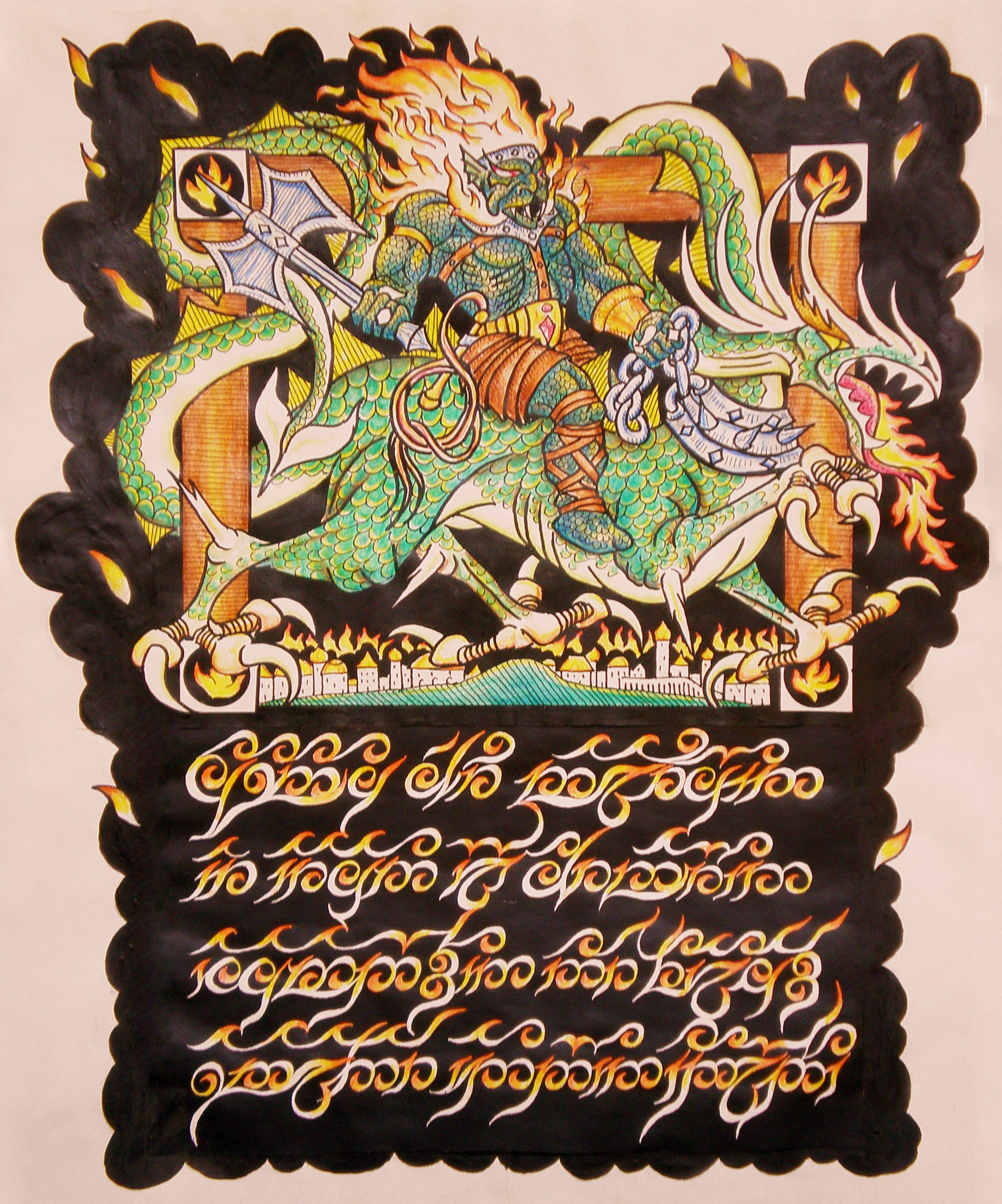
گاثموگ، کاپیتان عالی انگباند، در طوفان گاندولین. تصویر توسط تام لوبک

سقوط گوندولین اثر جی. آر. آر. تالکین یکی از داستان‌هایی است که پایه‌ای برای بخشی از اثر منتشرشده پس از مرگ او، سیلماریلیون، با نسخه‌ای که بعداً در کتاب داستان‌های گم‌شده ظاهر شد، تشکیل شد. در روایت، گوندولین توسط پادشاه تورگون در عصر اول تأسیس شد. این شهر به دقت پنهان شده بود و قرن ها قبل از اینکه مورد خیانت و نابودی قرار گیرد دوام آورد.
نسخه‌ای مستقل و کامل از داستان که توسط کریستوفر تالکین ویرایش شده بود در سال ۲۰۱۸ منتشر شد.
 سقوط گوندولین یکی از سه داستان از دوران اول سرزمین میانی است که به عنوان یک کتاب مستقل منتشر شد: دو داستان دیگر برن و لوثین و فرزندان هورین هستند.